# Peter Kalinke
Peter Kalinke (* 21. Dezember 1936; † 17. Dezember 2020) war ein deutscher Fußballspieler. In der höchsten Spielklasse des DDR-Fußballs, der Oberliga, spielte er für Vorwärts Berlin.

## Sportliche Laufbahn

### Gemeinschafts- und Clubstationen
Mit dreizehn Jahren begann Kalinke 1949 bei der Betriebssportgemeinschaft (BSG) Rotation Naumburg organisiert mit der Jagd nach dem runden Leder. 1954 wurde das Talent zur neu gegründeten Fußballabteilung des SC DHfK Leipzig delegiert, wie es in dem damaligen offiziellen Sprachgebrauch hieß. Der SC Wissenschaft DHfK, der ohne sportliche Qualifikation in die zweithöchste Spielklasse, die Liga, mit zwei Mannschaften eingegliedert worden war, löste bereits nach sechs Monaten diese Sektion wieder auf. Ein Teil der Spieler wurde kurz nach Jahresanfang 1955 zum neu gegründeten ZSK Vorwärts KVP Berlin versetzt, unter ihnen auch Peter Kalinke.
In Ost-Berlin spielte er bis 1968 zumeist auf der rechten Verteidigerposition und kam auf 231 Spiele in der Oberliga, in denen ihm vier Treffer gelangen. Hinzu kommen 15 Einsätze im Europapokal. Mit Vorwärts Berlin wurde Kalinke 1958, 1960, 1962, 1965 und 1966 Oberligaerster und damit DDR-Meister.
Seine aktive Laufbahn ließ Kalinke in der 2. Mannschaft des nunmehrigen FC Vorwärts Berlin ausklingen, mit der er 1968/69 den Aufstieg in die DDR-Liga aus der Ost-Berliner Bezirksliga feiern konnte, da die Union-Reserve als Meister aufgrund des Erstligaabstiegs der 1. Mannschaft nicht an der Relegation zur zweithöchsten Spielklasse teilnehmen durfte. 1970 zog er sich endgültig vom Leistungssport zurück.

### Auswahleinsätze
Mit der ostdeutschen U-18 weilte das Naumburger Talent im Frühjahr 1954 beim FIFA-Juniorenturnier in der Bundesrepublik. Im Folgejahr stand er nunmehr als Vorwärts-Akteur nach der DHfK-Leipzig-Zwischenstation erneut im Aufgebot für das Turnier in Italien. Die DDR-Junioren erhielten aber keine Einreisegenehmigung und mussten ihre Teilnahme absagen. Von April 1954 bis Oktober 1955 wurde Kalinke achtmal in der U-18 aufgeboten. In der DDR-B-Nationalelf lief er dreimal Mitte der 1950er-Jahre auf.
Nach zwei Auftritten in der ostdeutschen Nachwuchsauswahl im August 1955 und Mai 1960 bestritt Kalinke am 10. Juli 1960 in Sofia gegen Bulgarien sein erstes A-Länderspiel (0:2). Insgesamt kam er bis 1961 auf sieben Länderspiele für die DDR-A-Mannschaft. Danach wurde er vom Hallenser Klaus Urbanczyk von seiner Position als rechter Verteidiger verdrängt.

#### Liste der A-Länderspiele
| 10.7.1960  | Bulgarien – DDR   | 2:0 |
| 17.8.1960  | DDR – Sowjetunion | 0:1 |
| 30.10.1960 | DDR – Finnland    | 5:1 |
| 4.12.1960  | Tunesien – DDR    | 0:3 |
| 11.12.1960 | Marokko – DDR     | 2:3 |
| 10.9.1961  | DDR – Ungarn      | 2:3 |
| 22.10.1961 | Polen – DDR       | 3:1 |

## Weiterer Werdegang
Die Wende in der DDR und die deutsche Wiedervereinigung führten den ehemaligen (NVA-)Armeefußballer als Oberstleutnant in die Bundeswehr. Wenige Tage vor seinem 84. Geburtstag verstirbt Kalinke am 17. Dezember 2020.